# Jaffna (Distrikt)
Koordinaten: 9° 39′ N, 80° 1′ O
Der Distrikt Jaffna (Tamil யாழ்ப்பாணம் மாவட்டம் Yāḻppāṇam māvaṭṭam, singhalesisch යාපනය දිස්ත්‍රික්කය yāpanaya distrikkaya) ist ein Distrikt in der Nordprovinz Sri Lankas. Der Hauptort ist die namensgebende Stadt Jaffna. Der Distrikt Jaffna hat eine Fläche von 1.025 Quadratkilometern und 623.860 Einwohner (Volkszählung 2022). Fast alle Einwohner sind Sri-Lanka-Tamilen. Der Distrikt Jaffna gehörte zu den von 1983 bis 2009 vom Bürgerkrieg in Sri Lanka betroffenen Gebieten.

## Geografie
Der Distrikt Jaffna ist der nördlichste Distrikt Sri Lankas und gehört zur Nordprovinz. Im Süden grenzt er an den Distrikt Kilinochchi, im Osten liegt die Küste des Golfs von Bengalen und im Westen die der zwischen Sri Lanka und Indien gelegenen Palkbucht.

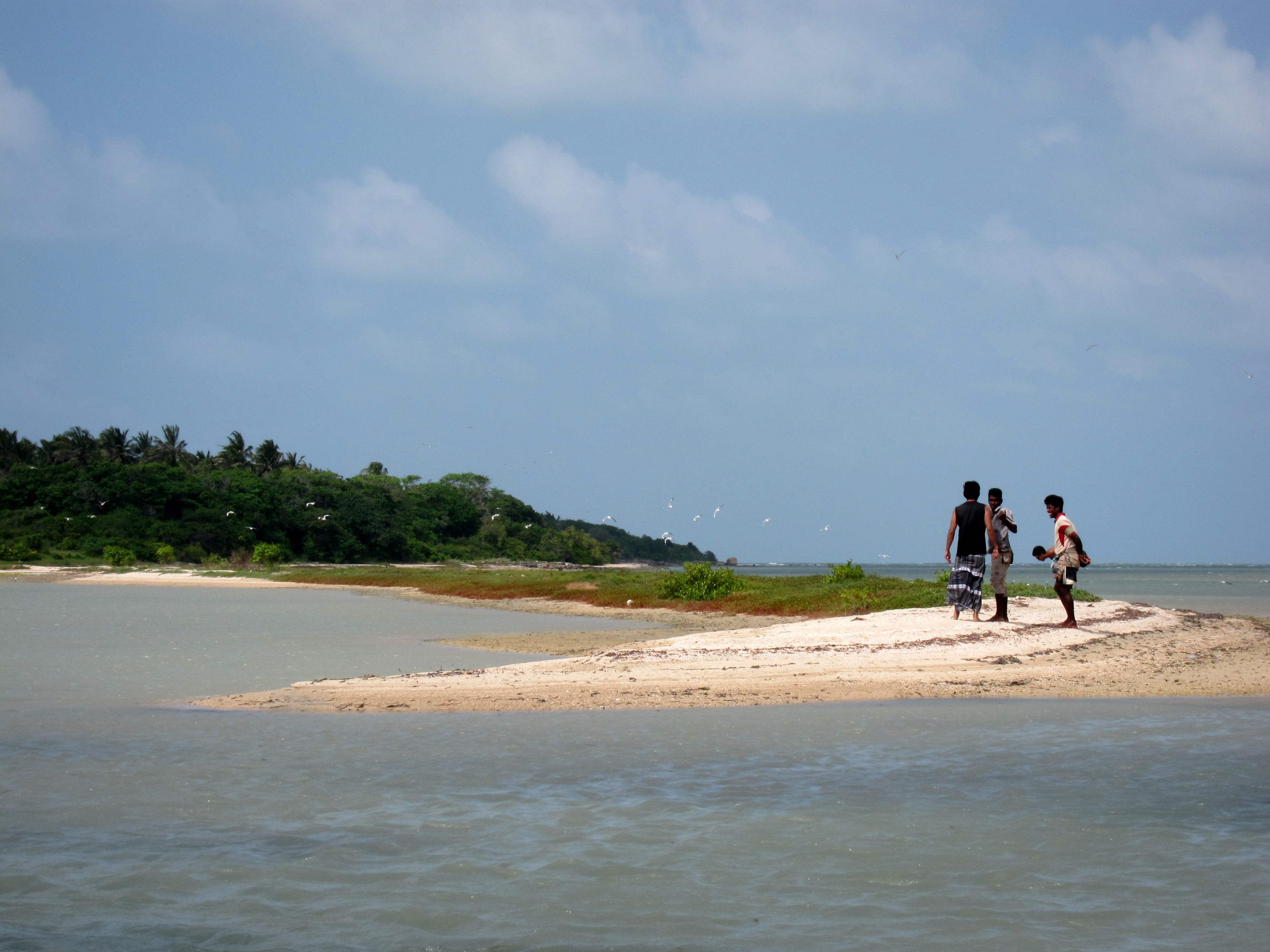
Eine kleine Insel vor der Küste des Distrikts Jaffna

Mit einer Fläche von 1025 Quadratkilometern (davon 929 Quadratkilometer Land und 96 Quadratkilometer Binnengewässer) ist der Distrikt Jaffna nach dem Distrikt Colombo der zweitkleinste Distrikt Sri Lankas. Das Distriktgebiet umfasst den größten Teil der Jaffna-Halbinsel und einige vorgelagerte Inseln. Die Jaffna-Halbinsel ist ein flacher Landstrich, der nur durch den Elefantenpass mit dem Rest der Insel verbunden ist. Das Terrain auf der Jaffna-Halbinsel ist sehr flach – der höchste Punkt erreicht nur 12 Meter über dem Meeresspiegel – und wird von zahlreichen Lagunen und Salzpfannen durchsetzt. Die Küste des Golfs von Bengalen verläuft bis Point Pedro geradlinig in west-östlicher Richtung und knickt dann nach Südosten ab. Im Südwesten liegt zwischen der Jaffna-Halbinsel und der Palkbucht die durch mehrere vorgelagerte Inseln abgetrennte Lagune von Jaffna. Südwestlich der Jaffna-Halbinsel liegen die acht Inseln Mandaitheevu, Velanai (Kayts), Karaitheevu, Punkudutheevu, Nainatheevu, Analaitheevu, Eluvaitheevu und Neduntheevu (Delft).

## Geschichte
Zwischen dem 13. und 17. Jahrhundert war das Gebiet des heutigen Distrikts Jaffna Teil des Königreichs Jaffna. 1619 wurde Jaffna von den Portugiesen erobert, die aber bereits 1658 von den Niederländern verdrängt wurden. 1796 fiel Jaffna mit den übrigen niederländischen Besitzungen auf Ceylon an die Briten. Der Distrikt Jaffna wurde während der britischen Kolonialzeit als Verwaltungsdistrikt eingerichtet. Durch die Neuordnung der Provinzen Ceylons kam er 1833 zur Nordprovinz. Zum Zeitpunkt der Unabhängigkeit Ceylons im Jahr 1948 war Jaffna einer von drei Distrikten der Nordprovinz. 1978 wurden Teile des Distrikts Jaffna dem neugegründeten Distrikt Mullaitivu zugeschlagen, 1984 wurde aus seinem Südteil der Distrikt Kilinochchi gebildet.
Der Distrikt Jaffna gehört zu den Gebieten, die von tamilischen Separatisten als Teil eines unabhängigen Staates Tamil Eelam eingefordert wurden und war von 1983 bis 2009 vom Bürgerkrieg in Sri Lanka schwer betroffen. In der Anfangsphase des Bürgerkrieges wurde das Distriktgebiet von den Rebellen der Liberation Tigers of Tamil Eelam (LTTE) kontrolliert. Nach der Intervention Indiens eroberten die Truppen der Indian Peace Keeping Force im Oktober 1987 die Jaffna-Halbinsel. 1990 zogen sich die indischen Friedenstruppen wieder aus Sri Lanka zurück und Jaffna kam wieder unter die Kontrolle der LTTE. Ein Versuch der LTTE, den strategisch wichtigen Elefantenpass, der den Zugang zur Jaffna-Halbinsel kontrolliert, zu erobern, scheiterte aber 1991. Im Jahr 1995 eroberten die Regierungstruppen die gesamte Jaffna-Halbinsel. Die Stadt Jaffna blieb bis zum Ende des Bürgerkrieges in der Hand der Regierung, wurde aber vom Rest der Insel abgeschnitten, als die LTTE 2000 den Elefantenpass einnahm. Eine Offensive der LTTE auf der Jaffna-Halbinsel scheiterte im Jahr 2006. Der Bürgerkrieg endete 2009 mit dem militärischen Sieg der Regierungstruppen über die LTTE.
Der Distrikt Jaffna war von der Tsunami-Katastrophe 2004 schwer betroffen. Die Flutwelle traf die Küste des Distrikts mit voller Wucht und verursachte schwere Schäden: Im Distrikt Jaffna kamen 2640 Menschen ums Leben, 1240 wurden vermisst gemeldet und 41.000 verloren ihr Zuhause.

## Bevölkerung

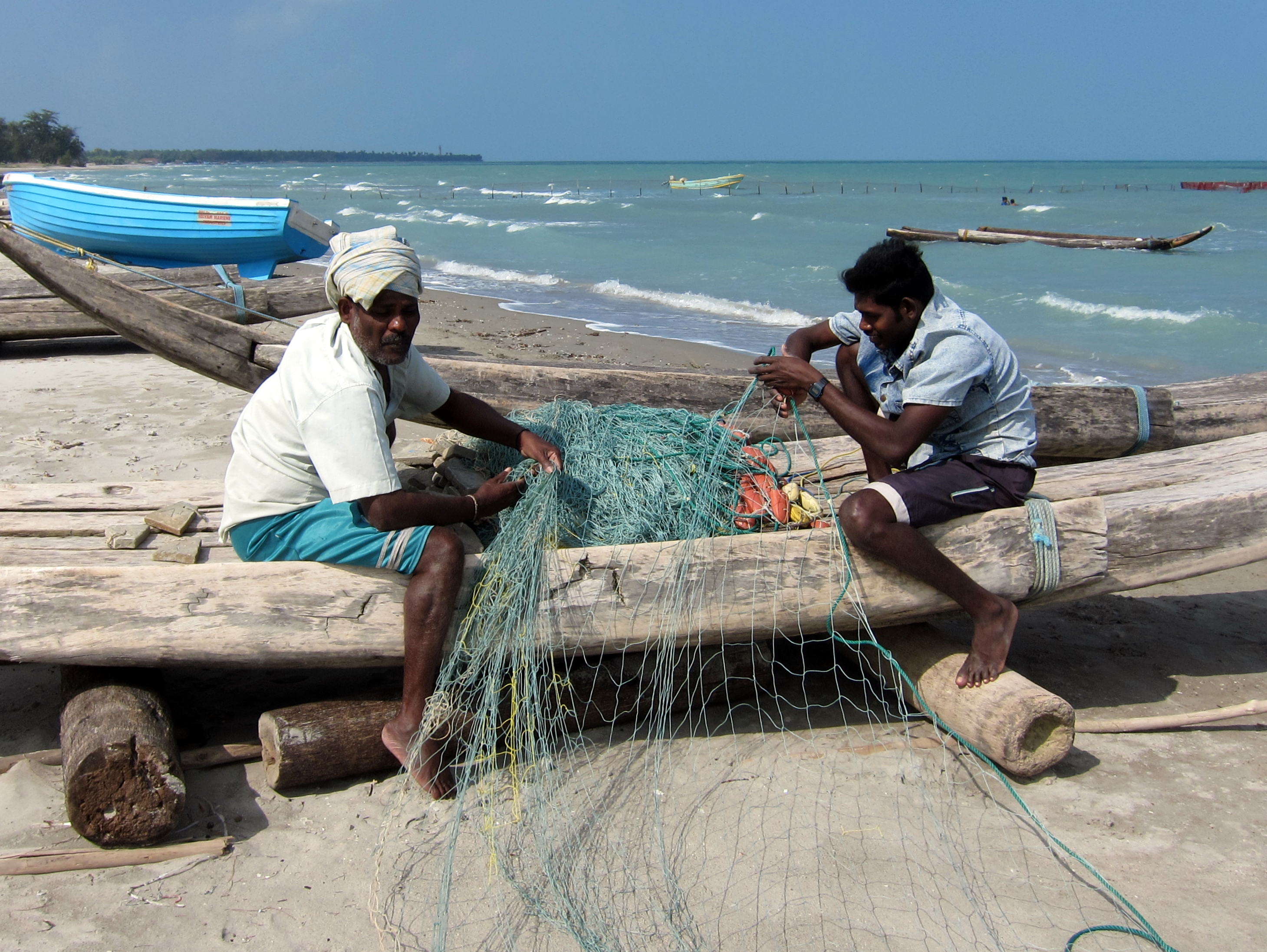
Fischer auf der Insel Karainagar

Nach der Volkszählung 2012 hat der Distrikt Jaffna 583.882 Einwohner. Mehr als die Hälfte der Einwohner der Nordprovinz leben im Distrikt Jaffna. Mit 628 Einwohnern pro Quadratkilometer ist er stark besiedelt und die Bevölkerungsdichte liegt deutlich über dem Durchschnitt Sri Lankas (325 Einwohner pro Quadratkilometer). Von den Bewohnern waren 274.173 (46,96 %) männlichen und 309.709 (53,04 %) weiblichen Geschlechts. Die Bevölkerung ist ausgesprochen jung. Dies verdeutlicht ein Blick auf die Altersverteilung. 
| Alter  | 0–9 Jahre | 10–19 Jahre | 20–29 Jahre | 30–39 Jahre | 40–49 Jahre | 50–59 Jahre | 60–79 Jahre | 80 Jahre und mehr |
| Anzahl | 90.858    | 106.924     | 97.488      | 77.563      | 62.982      | 63.633      | 76.374      | 8.060             |
| Anteil | 15,56 %   | 18,31 %     | 16,70 %     | 13,28 %     | 10,79 %     | 10,90 %     | 13,08 %     | 1,38 %            |

### Bevölkerung des Distrikts nach Volksgruppen
Fast die ganze Bevölkerung des Distrikts Jaffna besteht aus sri-lankischen Tamilen. Alle anderer Volksgruppen sind sehr klein. 
Sri-lankische Tamilen
Die sri-lankischen Tamilen stellen die klar größte Volksgruppe. Ihr Anteil bewegt sich zwischen 95,62 % in Jaffna und 99,57 % in Vadamaradchi South-West.
Singhalesen
Der Anteil der Singhalesen ist sehr gering. Die Volkszählung von 1881 ergab eine Anzahl von 80 Singhalesen (0,03 % der Einwohnerschaft). Bis zur Unabhängigkeit 1948 stieg dieser Anteil nur schwach. Nach 1963 kam es zu vermehrter Ansiedlung von Angehörigen dieser Volksgruppe, doch blieb ihr Anteil im heutigen Gebiet stets gering. Viele singhalesische Neusiedler kehrten während der Bürgerkriegszeit dem Kampfgebiet den Rücken. Der singhalesische Bevölkerungsanteil bewegt sich zwischen 0,10 % in Karainagar und 1,51 % in Valikamam North.
Moors
Drittstärkste Volksgruppe sind die Moors oder tamilischsprachigen Muslime. Durch Vertreibung während der Bürgerkriegszeit sank ihre Zahl massiv. Ihr Anteil bewegt sich zwischen 0,00 % (keine einzige Person) in Delft und 3,35 % in Jaffna. In den Divisions Jaffna (78 % aller Moors) und Island South (7 % aller Moors) lebt der Großteil der Angehörigen ihrer Volksgruppe. 
Indische Tamilen
Die indischstämmigen Tamilen sind Nachfahren von Einwanderern aus Indien während der britischen Kolonialherrschaft. Bei der Volkszählung 1946 betrug ihr Bevölkerungsanteil im damaligen Distrikt Jaffna nur 0,99 % (oder rund 4.200 Personen). Dieser Wert stieg bis 1971 auf 2,6 % (oder 18.033 Personen). Bis zum Beginn des Bürgerkriegs stieg ihre Zahl stetig, doch verringerte sich ihr Anteil an der Bevölkerung ab 1971. Heute ist ihre Volksgruppe fast gänzlich verschwunden. Angehörige ihrer Gemeinschaft verteilen sich auf alle fünfzehn Divisions. Ihre Zahl ist heute aber unter der Marke von 1 % der jeweiligen Einwohnerschaft. 
Übrige Volksgruppen
Die Burgher, Malaien, Sri Lanka Chetties, Bharatas und Indischen Moors waren und sind kleine Minderheiten.
| Jahr                                              | Singhalesen1 | Singhalesen1 | Sri-Lanka-Tamilen2 | Sri-Lanka-Tamilen2 | Tamilen2 | Tamilen2 | Moors3 | Moors3 | Burgher | Burgher | Malaien | Malaien | Andere4 | Andere4 | Total   | Total    |
| Jahr                                              | No.          | %            | No.                | %                  | No.      | %        | No.    | %      | No.     | %       | No.     | %       | No.     | %       | No.     | %        |
| ------------------------------------------------- | ------------ | ------------ | ------------------ | ------------------ | -------- | -------- | ------ | ------ | ------- | ------- | ------- | ------- | ------- | ------- | ------- | -------- |
| 1981                                              | 6.659        | 0,80 %       | 790.385            | 95,16 %            | 19.980   | 2,40 %   | 12.958 | 1,56 % | 383     | 0,05 %  | 72      | 0,01 %  | 115     | 0,01 %  | 830.552 | 100,00 % |
| 2012                                              | 2.284        | 0,39 %       | 577.338            | 98,88 %            | 1.807    | 0,31 %   | 2.162  | 0,37 % | 126     | 0,02 %  | 23      | 0,00 %  | 142     | 0,02 %  | 583.882 | 100,00 % |
| Quelle: Volkszählungen in Sri Lanka 1981 und 2012 |              |              |                    |                    |          |          |        |        |         |         |         |         |         |         |         |          |

1 Tiefland- und Kandy-Singhalesen zusammen2 Sri-Lanka-Tamilen und indische Tamilen separat 3 nur sri-lankische Moors4 davon 2012 23 Sri Lanka Chetty und 22 Bharathas

### Bevölkerung des Distrikts nach Bekenntnissen
Die Verteilung der Glaubensbekenntnisse ist nur teilweise ein Spiegelbild der ethnischen Verhältnisse. Bei genauerer Betrachtung gibt es bedeutende Unterschiede zum Rest des Landes. Der Hinduismus, dem die große Mehrheit der sri-lankischen und indischen Tamilen angehört, ist im Distrikt Jaffna die stärkste Glaubensgemeinschaft. Innerhalb der fünfzehn Divisions gibt es allerdings große Unterschiede. In den Divisions Delft (38 % Hindus und 62 % Christen unter den Tamilen) und Jaffna (39 % Hindus und 61 % Christen unter den Tamilen) ist eine Mehrheit unter den Tamilen christlich. Ganz anders sind die Verhältnisse in der Division Karainagar (96 % Hindus und 4 % Christen unter den Tamilen).  An dritter Stelle steht der Islam, dem die Moors und Malaien angehören. Der Buddhismus ist nur die viertstärkste Religionsgruppe. Doch gehören etwa 95.000 Tamilen (rund 16 % ihrer Volksgruppe) dem Christentum an. Deshalb sind die Christen die zweitgrößte Religionsgemeinschaft. Innerhalb des Christentums gab es von 1981 bis 2012 gewaltige Umschichtungen. Bei der Volkszählung 1981 waren mehr als 91 % der Christen Mitglied der Römisch-Katholischen Kirche. Im Jahr 2012 waren nur noch weniger als 79 % der Christen Katholiken. Protestantische Freikirchen (Adventisten, Pfingstler etc.) gewinnen immer mehr Anhänger. Neben der Flucht von Tamilen ins Exil ist dies der Grund für den Rückgang der Katholiken (1981–2012:-21 %)- während die Zahl der Protestanten im gleichen Zeitraum um 124 % gestiegen ist.
| Jahr                                              | Buddhisten | Buddhisten | Hindus  | Hindus  | Muslime | Muslime | Katholiken | Katholiken | andere Christen | andere Christen | Andere | Andere | Total   | Total    |
| Jahr                                              | No.        | %          | No.     | %       | No.     | %       | No.        | %          | No.             | %               | No.    | %      | No.     | %        |
| ------------------------------------------------- | ---------- | ---------- | ------- | ------- | ------- | ------- | ---------- | ---------- | --------------- | --------------- | ------ | ------ | ------- | -------- |
| 1981                                              | 5.104      | 0,61 %     | 705.705 | 84,97 % | 14.844  | 1,79 %  | 95.613     | 11,51 %    | 9.153           | 1,10 %          | 133    | 0,00 % | 830.552 | 100,00 % |
| 2012                                              | 2.168      | 0,37 %     | 483.255 | 82,77 % | 2.363   | 0,40 %  | 75.474     | 12,93 %    | 20.511          | 3,51 %          | 111    | 0,02 % | 583.882 | 100,00 % |
| Quelle: Volkszählungen in Sri Lanka 1981 und 2012 |            |            |         |         |         |         |            |            |                 |                 |        |        |         |          |

### Bevölkerungsentwicklung

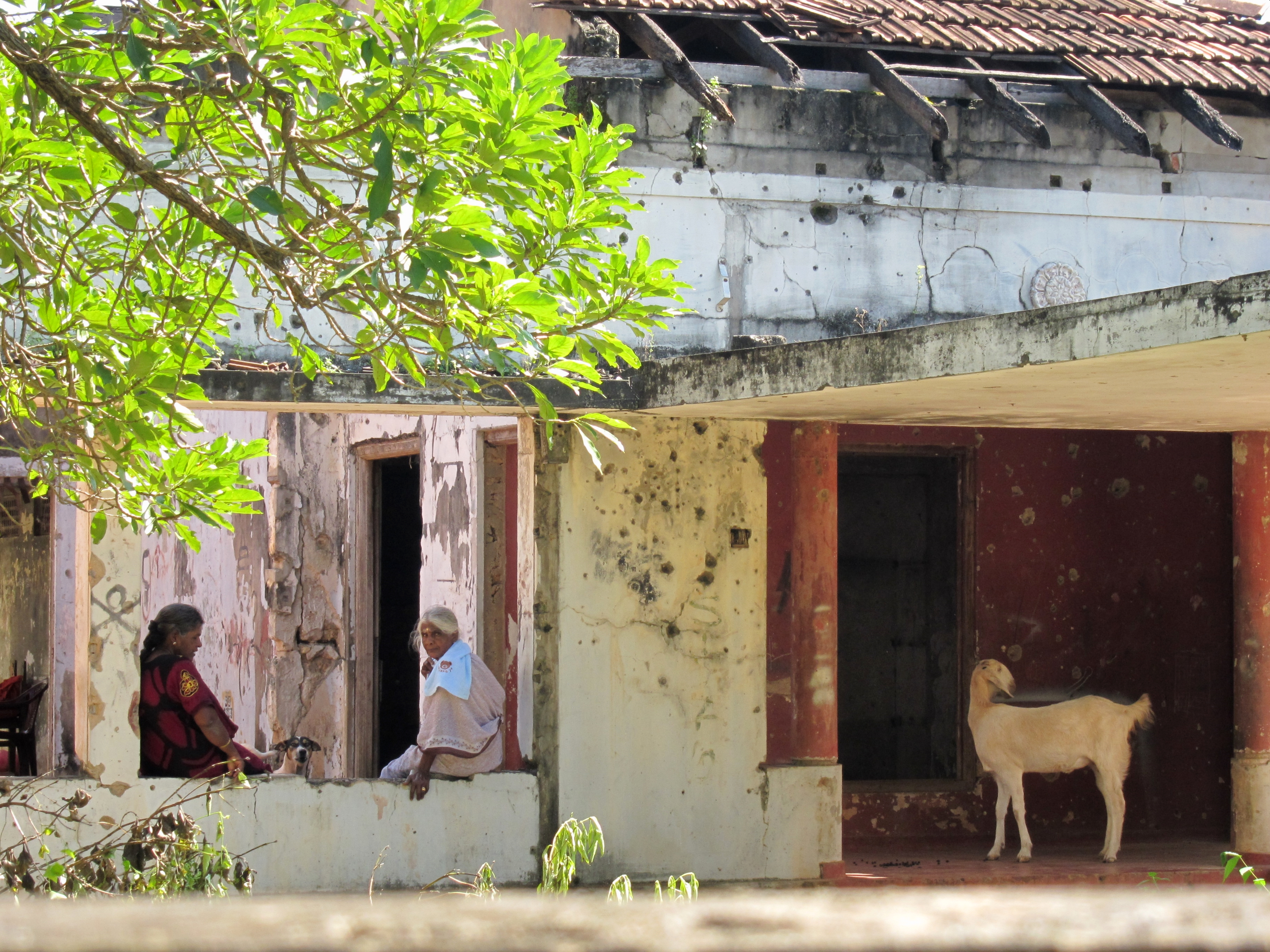
Kriegsschäden im Distrikt Jaffna (2010)

Die Bevölkerung des Distrikts Jaffna wuchs jahrzehntelang stark an. Der Bürgerkrieg in Sri Lanka hat deutliche Folgen für die Demografie des Distrikts gehabt. 1981, im Jahr der letzten Volkszählung vor Ausbruch des Bürgerkrieges, hatte der Distrikt Jaffna in den heutigen Grenzen  noch 738.788 Einwohner gehabt. Die Einwohnerzahl des Distrikts ist also zwischen 1981 und 2012 um rund 21 Prozent zurückgegangen, während die Gesamtbevölkerung Sri Lankas im selben Zeitraum um 37 Prozent anstieg. 
Im Jahr 2012 lebten im Distrikt Jaffna Regierungsstatistiken zufolge 89.891 Flüchtlinge und Rückkehrer. Darunter waren 8.743 Flüchtlinge aus anderen Gegenden Sri Lankas und 81.148 Menschen wurden nach vormaliger Vertreibung wieder angesiedelt.
Anmerkung: bis 1971 noch mit Kilinochchi und Mullaitivu, bis 1981 noch mit Kilinochchi
heutiges Gebiet für 1981, 2007 und 2012

### Bedeutende Orte
Der Distrikt ist ländlich geprägt. Die einzige größere Stadt im Distrikt Jaffna ist der Distrikthauptort Jaffna. Weitere städtische Siedlungen sind Chavakacheri, Point Pedro, Valvettiturai und Pandatheruppu.

## Lokalverwaltung
Der Vorsteher des Distrikts trägt den Titel District Secretary. Der Distrikt ist in fünfzehn Divisionen (DS Divisions) unterteilt, die jeweils einem Divisional Secretary unterstehen. Die Divisionen teilen sich weiter in insgesamt 435 GN Divisions, denen jeweils ein Grama Niladhari (Dorfhauptmann) vorsteht. Der Distrikt zählt 1.400 Dörfer.
| Name                     | Hauptort       | Einwohner 2012 | Fläche in km² | Dichte | GN  | Dörfer |
| ------------------------ | -------------- | -------------- | ------------- | ------ | --- | ------ |
| Delft                    | Delft          | 3.824          | 45            | 85     | 6   | 25     |
| Islands North            | Kayts          | 9.876          | 30            | 329    | 15  | 54     |
| Islands South            | Velanai        | 16.742         | 78            | 215    | 30  | 73     |
| Jaffna                   | Jaffna         | 50.491         | 17            | 2.970  | 28  | 53     |
| Karainagar               | Karainagar     | 9.576          | 22            | 435    | 9   | 87     |
| Nallur                   | Nallur         | 68.142         | 38            | 1.793  | 40  | 58     |
| Thenmarachchi            | Chavakachcheri | 64.704         | 221           | 293    | 60  | 142    |
| Vadamarachchi East       | Maruthankerny  | 12.766         | 179           | 71     | 18  | 44     |
| Vadamarachchi North      | Point Pedro    | 47.565         | 29            | 1.640  | 35  | 107    |
| Vadamarachchi South-West | Karaveddy      | 45.730         | 88            | 520    | 35  | 170    |
| Valikamam East           | Kopay          | 73.225         | 102           | 718    | 31  | 102    |
| Valikamam North          | Tellippalai    | 29.518         | 57            | 518    | 45  | 160    |
| Valikamam South          | Uduvil         | 53.016         | 30            | 1.767  | 30  | 147    |
| Valikamam South-West     | Sandilipay     | 52.269         | 45            | 1.185  | 28  | 74     |
| Valikamam West           | Chankanai      | 46.438         | 44            | 1.055  | 25  | 76     |
| Distrikt Jaffna          | Jaffna         | 583.882        | 929           | 629    | 435 | 1.400  |